# آندره دید
آندره دید (فرانسوی: André Deed‎; ۲۲ فوریهٔ ۱۸۷۹ – ۴ اکتبر ۱۹۴۰) هنرپیشه و کارگردان فیلم اهل فرانسه بود.